# Alberto Gilardino
Alberto Gilardino, född 5 juli 1982 i Biella, är en italiensk före detta fotbollsspelare och sedermera tränare. Han är sedan 2022 tillfällig huvudtränare för Genoa i Serie B.

## Karriär
Gilardino startade sin karriär i Piacenza Calcio. I sin första match i Serie A spelade han mot AC Milan.
Han såldes vidare till Verona och gick senare till Parma AC där han blev stor målskytt. Det stora steget kom sommaren 2005 då han blev värvad till AC Milan.
Den 17 juli 2005 på en presskonferens sade han "Varför valde jag Milan? De var fascinerade av mig, och det är den starkaste klubben i Europa. Jag kan inte vänta på att starta min träning här"
Gilardino spås att få en lysande framtid och tiden i Milan har börjat bra. Samma år debuterade han i landslaget och gjorde stor succé. Han blev målskytt i VM 2006 i Tyskland, där hans Gli Azzurri vann guldet. Den 25 maj 2008 skrev Gilardino på ett femårskontrakt med ACF Fiorentina.
3 januari 2012 bekräftades det att Gilardino flyttar till Genoa, där han skrev på ett fyraårskontrakt. 2014 lämnade han Genoa för spel i Guangzhou Evergrande. I januari 2015 lånades Gilardino ut till Fiorentina.
Efter det har anfallaren spelat i Palermo, Empoli, Pescara och Spezia.

## Meriter
- U21 EM 2004 (guld)
- OS 2004 (brons)
- VM 2006 (guld)
- UEFA Champions League (2007)
- Fifa Club World Cup (2007) (guld)